# Philippe Labro
Philippe Labro (Montauban, 27 de agosto de 1936 – Paris, 4 de junho de 2025) foi um cineasta, autor e jornalista francês.

## Morte
Labro morreu no dia 4 de junho de 2025, aos 88 anos, em Paris, França, vítima de um câncer.